# Helga Dernesch
Helga Dernesch (* 3. Februar 1939 in Wien) ist eine österreichische Opernsängerin (dramatischer Sopran).

## Leben
Helga Dernesch studierte am Konservatorium ihrer Heimatstadt, sang 1961–1963 in Bern, 1964 und 1965 in Wiesbaden, 1966–1969 in Köln, trat 1965 zum ersten Mal bei den Bayreuther Festspielen auf (als Wellgunde im Ring-Zyklus), 1969 zum ersten Mal bei den Salzburger Osterfestspielen. Seitdem gab sie Gastspiele in aller Welt (Metropolitan Opera, Bayerische Staatsoper, uva). Nach einer Stimmkrise in den 1970er Jahren machte Dernesch auf Rat des Dirigenten Christoph von Dohnányi einen Fachwechsel ins dramatische Charakterfach und konnte somit ihre Laufbahn verlängern, indem sie Rollen wie Klytämnestra, Herodias und Amme sang. Einen weiteren Schwerpunkt setzte sie in späteren Jahren auf Rollen in zeitgenössischen Opern. 1972 verkörperte Dernesch bei der Uraufführung von Wolfgang Fortners Oper Elisabeth Tudor an der Deutschen Oper Berlin. Dabei wurde der Komponist Aribert Reimann auf sie aufmerksam, der in seinen Opern Lear und Troades die Partien der Goneril und Hekabe eigens für sie kreierte. Auch die Rolle der Bernarda Alba in Bernarda Albas Haus, uraufgeführt 2000 in München, wurde auf die Sängerin zugeschnitten. An der Bayerischen Staatsoper gab Helga Dernesch 2009 auch ihren Bühnenabschied, als Burya in Leoš Janáčeks Oper Jenůfa. Sie war mit dem österreichischen Tenor Werner Krenn (* 1943) verheiratet.
Helga Dernesch war Ende der 1960er Jahre die Lieblingsinterpretin Herbert von Karajans, der mit ihr Siegfried, Götterdämmerung, Tristan und Isolde und Fidelio, jeweils in den weiblichen Hauptpartien, aufnahm. In diesen konnte sie es an Kraft und Stahl zwar nicht mit ihrer Kollegin Birgit Nilsson aufnehmen, doch kam ihre große emotionale Ausdrucksfähigkeit und ihre gute Gesangstechnik voll zur Geltung. Ein weiterer Höhepunkt ihrer Diskografie ist der von Georg Solti geleitete „Tannhäuser“.